# SV Kray 04
Der SV Kray 04 (offiziell: Spielverein Kray 04 e.V.) ist ein Fußballverein aus dem Essener Stadtteil Kray. Die erste Mannschaft spielte zwei Jahre in der höchsten niederrheinischen Amateurliga.

## Geschichte
Der Verein wurde im Jahre 1904 gegründet. In den 1920er Jahren spielte die Mannschaft in der seinerzeit zweitklassigen 2. Bezirksklasse Ruhr. 1928 verpasste die Mannschaft als Gruppenzweiter hinter dem STV Horst-Emscher nur knapp die Aufstiegsrunde zur höchsten Spielklasse. Nach dem Zweiten Weltkrieg gelang im Jahre 1948 der Aufstieg in die Landesliga, der seinerzeit höchsten Amateurliga am Niederrhein. Nach zwei Jahren ging es nach einer 0:2-Entscheidungsspielniederlage gegen den VfB Speldorf wieder runter in die Ruhrbezirksliga, wo die Krayer in die Kreisklasse durchgereicht wurden.
Der Wiederaufstieg gelang 1955. Im Jahre 1961 ging es wieder hinab in die Kreisklasse. Zwischenzeitlich wieder aufgestiegen gelang den Krayern im Jahre 1991 der Wiederaufstieg in die Landesliga. Sechs Jahre später folgte der Abstieg, dem der direkte Wiederaufstieg folgte. Im Jahre 2002 ging es wieder zurück in die Bezirksliga. 2012 stieg der SV Kray 04 in die Kreisliga A und fünf Jahre später in die Kreisliga B ab.

## Persönlichkeiten
- Ralf Agolli
- Walter Berg